# Il clan dei marsigliesi
Il clan dei marsigliesi (La scoumoune), è un film del 1972 scritto e diretto da José Giovanni, tratto da un proprio romanzo, interpretato da Jean-Paul Belmondo e Claudia Cardinale.

## Trama
Marsiglia, 1934. Xavier Saratov si trova in prigione per un omicidio che Jeannot Villanova, boss della malavita marsigliese, gli ha fatto attribuire facendo mettere il cadavere nella sua auto. Georgia, sua sorella, e l'amico Roberto Borgo, soprannominato "lo Scomunicato" perché porta sfortuna ai suoi nemici, cercano di provare la sua innocenza. Xavier è condannato a venti anni di carcere.
Roberto elimina molti degli scagnozzi di Villanova, e finisce anche per uccidere il boss stesso. Eredita i suoi affari, bische, night-club e una casa di tolleranza, che viene affidata in gestione a Georgia.
A seguito di una sparatoria con alcuni malviventi di colore nella quale è rimasto ferito, Roberto viene catturato dalla polizia e finisce in carcere insieme a Xavier.
Dopo vari tentativi infruttuosi di evasione, arriva la guerra. Entrambi fanno domanda di arruolamento nell'esercito, ma senza successo. Invece, è il Fronte di Liberazione Nazionale che, in cambio di una remissione della pena, offre loro un pericoloso lavoro come sminatori sulle spiagge della Normandia. Xavier, cercando di disinnescare una di queste bombe, perde un braccio.
Uscito di prigione, Xavier non riesce a reinserirsi nella società civile. Verrà ucciso da una banda di teppisti ricattatori che volevano violentare sua sorella. Roberto giura di vendicarsi.

## Edizione italiana
La versione italiana è stata registrata negli stabilimenti C.D.S. con le voci della C.D. su dialoghi di Franco Dal Cer. Claudia Cardinale si è autodoppiata.